# Buccia di banana

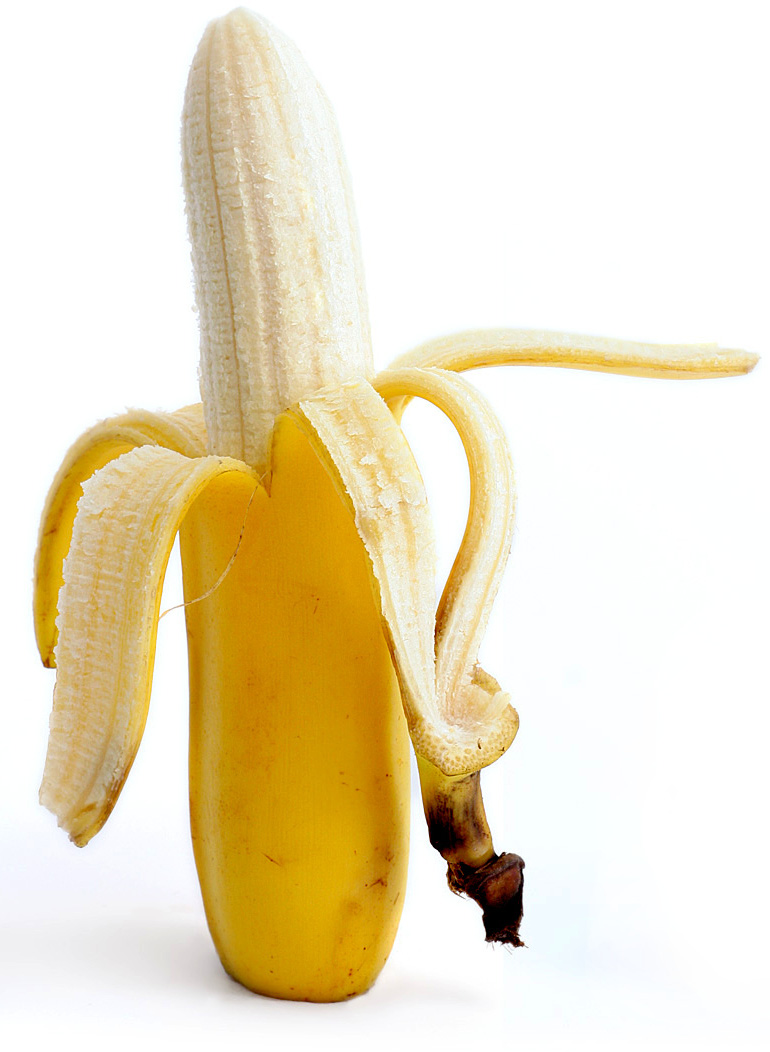
Una banana con la buccia parzialmente rimossa

La buccia di banana è il rivestimento esterno della banana. Oltre ad essere utilizzate in contesti reali come alimento per gli animali, come ingrediente culinario, per la purificazione dell'acqua e per la fabbricazione di diversi prodotti biochimici, le bucce di banana sono popolarmente menzionate anche in contesti scherzosi e situazioni comiche.

## Impieghi

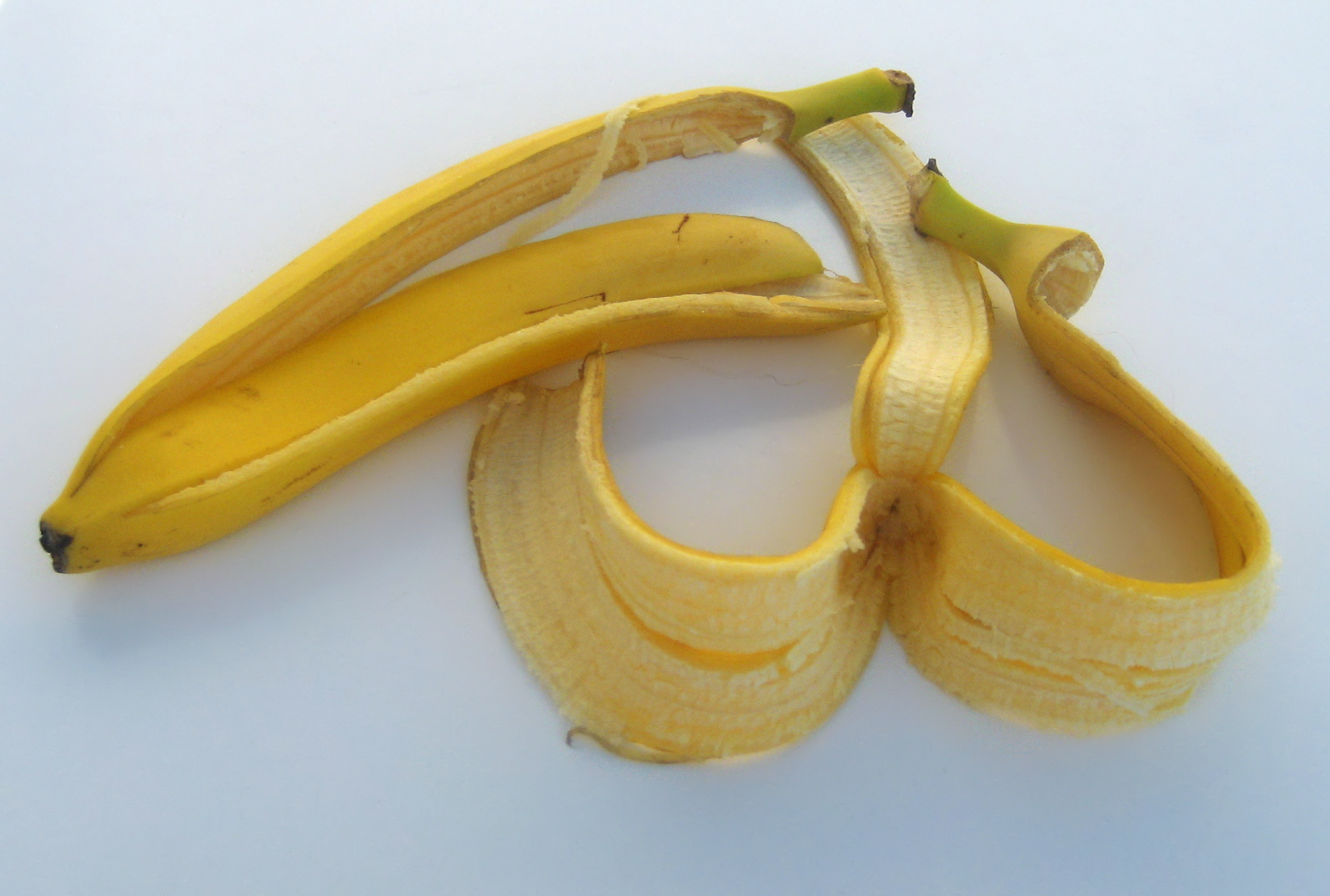
Alcune bucce di banana scartate

Le banane sono un frutto molto diffuso e consumato in tutto il mondo. Una volta rimossa la buccia, il frutto può essere consumato crudo o cotto, mentre la buccia viene solitamente scartata; a causa di ciò viene generata una quantità significativa di rifiuti organici.
Le bucce di banana sono talvolta utilizzate come alimento per bovini, capre, maiali, scimmie, pollame, conigli, pesci, zebre e diverse altre specie, solitamente in piccole fattorie nelle regioni in cui vengono coltivate le banane. Ci sono alcune preoccupazioni circa l'impatto dei tannini contenuti nelle bucce di banana sugli animali che se ne cibano.
Il valore nutrizionale della buccia di banana dipende dallo stadio di maturazione del frutto e dalla cultivar; ad esempio, le bucce di platano contengono meno fibre delle bucce di banana da dessert e il contenuto di lignina aumenta con la maturazione (dal 7 al 15% di sostanza secca). In media, le bucce di banana contengono il 6-9% di materia secca di proteine e il 20-30% di fibre misurate come NDF (Neutral Detergent Fiber o fibra al detergente neutro). Le bucce di platano verde contengono il 40% di amido che si trasforma in zuccheri dopo la maturazione. Le bucce di una banana acerba (di colore verde) contengono molto meno amido (circa il 15%) quando sono verdi rispetto alle bucce di platano, mentre le bucce di una banana matura (dal caratteristico colore giallo) contengono fino al 30% di zuccheri liberi.
Le bucce di banana possono essere utilizzate anche per la purificazione dell'acqua, in particolare per la rimozione dei metalli pesanti, e per la produzione di etanolo, cellulasi e laccasi, come fertilizzante e nel compostaggio.

## Cucina
Le preparazioni culinarie con la buccia di banana sono comuni nella cucina del Sud-est asiatico, nella cucina indiana e nella cucina venezuelana, dove vengono impiegate in varie ricette. Nell'aprile 2019 divenne virale nel Regno Unito una ricetta vegana di maiale sfilacciato con buccia di banana ideata dalla food blogger Melissa Copeland, nota come The Stingy Vegan. Nel 2020 Nadiya Hussain, vincitrice del talent show britannico The Great British Bake Off, aveva rivelato di utilizzare le bucce di banana come alternativa al maiale sfilacciato nella preparazione degli hamburger nel tentativo di ridurre lo spreco alimentare. Nello stesso anno la chef televisiva Nigella Lawson utilizzò la buccia di banana come ingrediente per un curry nel suo programma culinario in onda sulla BBC.

## Metodi di sbucciamento

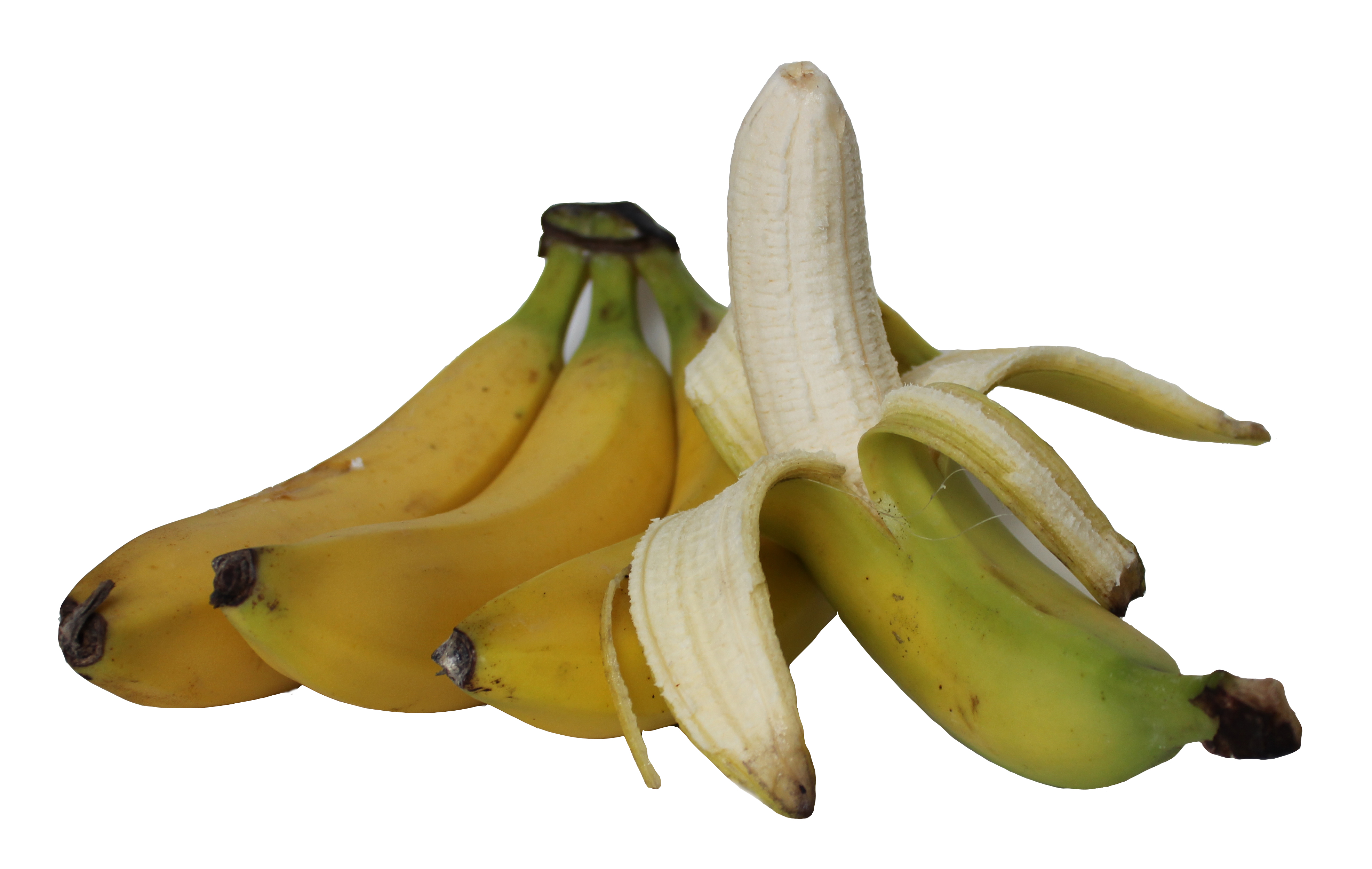
Una banana sbucciata dalla punta anziché dal picciolo

La maggior parte delle persone sbuccia una banana tagliando o spezzando il picciolo e dividendo la buccia in spicchi, staccandoli poi dal frutto scoperto.
Un altro modo per sbucciare una banana è quello di procedere nella direzione opposta, partendo dall'estremità con il residuo floreale marroncino e pizzicandolo con le dita, così da spaccarlo e staccare la buccia. Le fibre interne, o "fili", tra il frutto e la buccia rimarranno attaccate alla buccia e il picciolo della banana potrà essere impugnato mentre si mangia la banana.

## Contesto comico

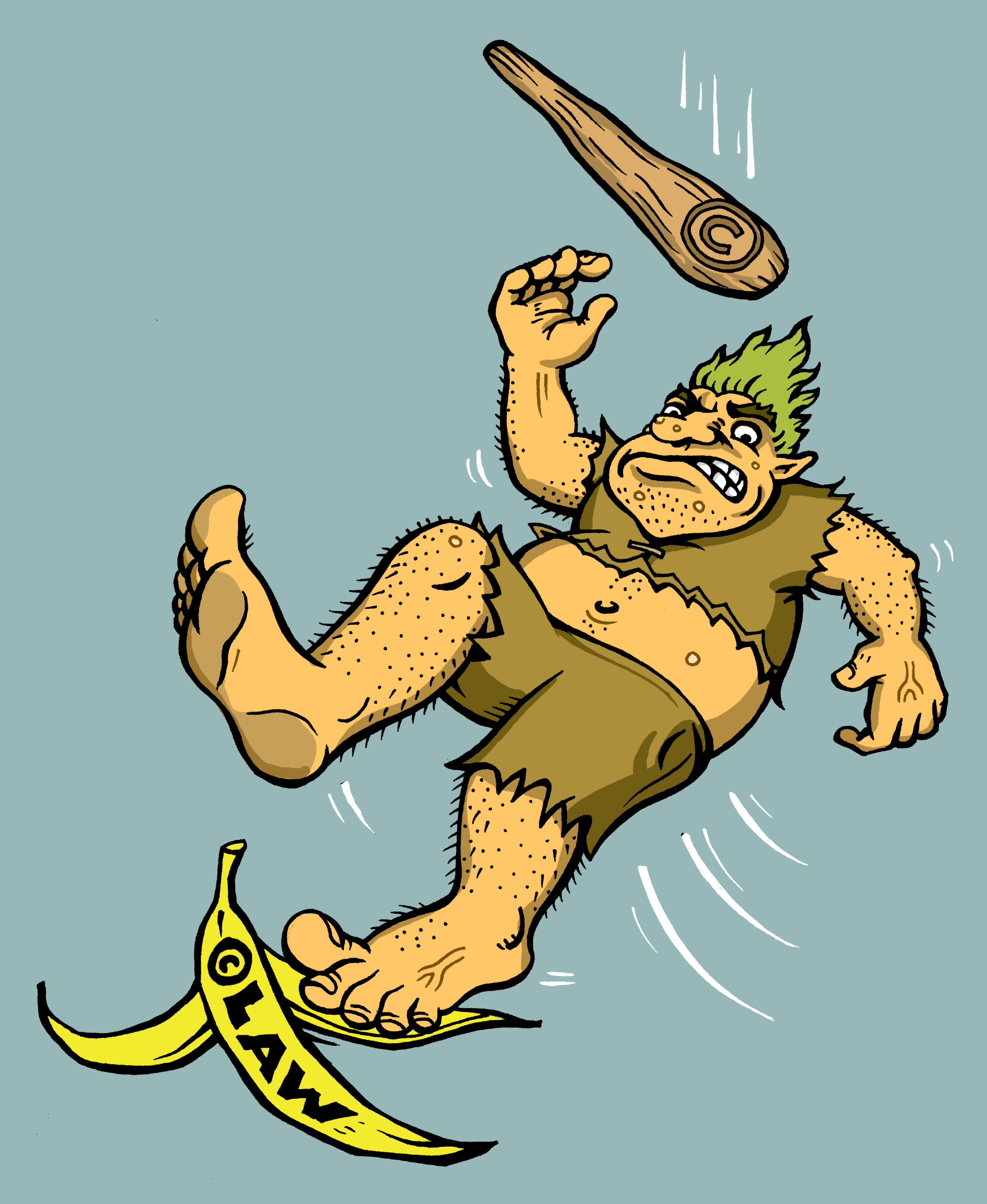
Una vignetta umoristica raffigurante la gag dello scivolamento sulla buccia di banana

La buccia di banana viene popolarmente associata alla gag visiva (tipica della commedia slapstick) dello scivolamento che essa causerebbe quando essa viene accidentalmente calpestata.  Questa gag era già considerata un classico nell'America degli anni Venti del XX secolo. La sua origine risale alla fine del XIX secolo, quando gli scarti delle bucce di banana erano considerati un pericolo pubblico in numerose città americane. Sebbene le battute comiche sugli scivolamenti sulle bucce di banana risalgano almeno al 1854, esse divennero molto più popolari a partire dalla fine degli anni Sessanta del XIX secolo, quando l'importazione su larga scala di banane le rese più facilmente disponibili.
L'attore comico di vaudeville Cal Stewart inserì alcune battute riferite ad un incidente capitato per colpa di una buccia di banana in uno dei suoi primi album comici, Uncle Josh in a Department Store (1903):
Prima che le bucce di banana fossero facilmente reperibili, la scivolosità nelle battute comiche veniva attribuita a bucce di altri frutti (tra cui l'arancia), seppur non nella stessa misura delle bucce di banana.
Il presunto scivolamento sulle buccia di banana divenne tra la fine del XIX secolo e l'inizio del XX secolo una preoccupazione talmente radicata negli Stati Uniti d'America che nel 1896 New York emanò ordinanze municipali che regolamentavano lo smaltimento della buccia, mentre nel 1909 a Saint Louis fu vietato completamente il lancio di bucce di banana sulle strade pubbliche.

## Scivolosità
Nel 2009 il programma televisivo MythBusters testò la gag dello scivolamento sulla buccia di banana per scoprire se fosse davvero sdrucciolevole come si crede nell'immaginario collettivo. I risultati sfatarono il mito della scivolosità (volutamente esagerata nella finzione comica), dal momento che occorrono circostanze molto più specifiche affinché tale scenario si verifichi effettivamente nella realtà.
Nel 2011 la fisica della scivolosità della buccia di banana venne studiata dagli scienziati giapponesi Kiyoshi Mabuchi, Kensei Tanaka, Daichi Uchijima e Rina Sakai. Essi misurarono il coefficiente di attrito radente (μr) tra la buccia di una banana Cavendish e un pavimento in linoleum, che risultò essere pari a 0,07. Inoltre venne calcolato che l'angolo del passo, di solito di circa 15°, per non scivolare su una buccia deve essere ridotto a 3,8°. Dal punto di vista biologico, invece, si scoprì che sulla superficie interna della buccia di banana sono presenti dei piccoli follicoli che se schiacciati sono in grado di rilasciare un gel lubrificante composto da polisaccaridi e proteine. Per la loro ricerca, gli scienziati giapponesi ottennero il Premio Ig Nobel per la fisica nel 2014.

## Leggende metropolitane
Sebbene sia priva di fondamento, è diffusa la convinzione che le bucce di banana contengano una sostanza psicoattiva e che fumarle possa produrre uno "sballo", ovvero una sensazione di rilassamento. Questa leggenda metropolitana è spesso associata al brano musicale del 1966 Mellow Yellow di Donovan. Nel libro The Anarchist Cookbook del 1971 è presente una ricetta per l'estrazione di una sostanza chimica fittizia denominata bananadina.